# 札幌市立山の手南小学校
札幌市立山の手南小学校（さっぽろしりつ やまのてみなみしょうがっこう）は、北海道札幌市西区山の手1条9丁目にある市立小学校。
札幌市教育委員会の事業である「札幌市学校図書館地域開放事業」の指定校となっている。
2010年7月2日現在で、生徒数は505名。学級は16クラス、職員数は28名である。

## 沿革
- 1981年11月 - 札幌市立山の手小学校、札幌市立宮の森小学校から移籍、開校（児童数645名）
- 1982年6月 - 第1回マラソン大会
- 1983年5月 - 温室、飼育舎完成
- 1983年6月 - 美術館完成
- 1983年7月 - プール完成
- 1983年11月 - 大韓民国大邱市韓国啓聖国民学校と姉妹校調印
- 1986年11月 - 開校5周年記念式典　祝賀会
- 1987年5月 - 流氷実験装置（屋外）完成
- 1990年11月 - くらしの発見室・観察室公開
- 1991年5月 - 堆肥場・花壇完成
- 1991年9月 - くらしの発見室・体験の広場・ミニ歴史館完成
- 1991年11月 - 開校10周年記念式典・祝賀会
- 1995年1月 - 多目的室完成
- 1995年9月 - 山の手南祭（保護者参観）
- 1996年6月 - 開校15周年大運動会
- 1996年10月 - 開校15周年記念植樹
- 1998年5月 - 運動会紅白2色になる
- 1999年4月 - コンピューター室完成(旧3年1組教室を改装)
- 1999年11月 - 温室新築（全面ガラス）
- 2001年4月 - 給食民間委託校に移行
- 2001年12月 - 開校20周年記念式典・祝う会
- 2002年4月 - 完全週5日制始まる、インターネット開通
- 2002年7月 - グラウンド改修工事
- 2003年4月 - 2期4節制スタート
- 2003年10月 - ビオトープ完成
- 2004年4月 - パソコン40台設置
- 2005年10月 - 開放図書館認定

## 教育目標
人間性豊かな山の手南の子どもの育成 
- 人間や自然を愛する心豊かな子ども（徳）
- 健康で、気力・体力の充実した子ども（体）
- 責任を自覚し最後までやりぬく子ども（知）

### 児童のめあて
- なかよく助け合う子（徳）
- 明るく 元気な子（体）
- 粘り強く 考える子（知）

## 姉妹校
- 大韓民国 - 韓国啓聖初等学校

## 校区
札幌市西区山の手1条1丁目〜13丁目、2条1丁目〜12丁目
- 進学先:札幌市立琴似中学校

## 周辺
- 三角山
- 札幌市立宮の森小学校
- 北海道札幌西高等学校
- 札幌山の手高等学校
- 北風公園
- 白銀公園
- 草笛公園
- 浄国寺
- ホーマック山の手店
- 北雄ラッキー山の手店
- 山の手通:北海道道453号西野白石線
- エンパイアー山の手通店
- 北1条宮の沢通

## 交通
- 札幌市営地下鉄東西線西28丁目駅下車徒歩20分
- ジェイ・アール北海道バス山の手線循環西20 「山の手1条11丁目」下車徒歩5分
- ジェイ･アール北海道バス山の手線西21 「西高校前」下車徒歩5分
- ジェイ･アール北海道バス山の手線循環21　「西高校前」下車徒歩5分